# 淯州 (向城縣)
淯州，中国唐朝时设置的州。
唐高祖武德三年（620年）以向城县置淯州，治所向城县（在今河南省南阳市南召县东南皇路店镇皇路店附近），下辖向城县。武德八年（625年）废除淯州，向城县改属北澧州。唐太宗贞观九年（635年），向城县改属邓州。